# Okręg wyborczy nr 39 do Senatu Rzeczypospolitej Polskiej (2001–2011)
Okręg wyborczy nr 39 do Senatu Rzeczypospolitej Polskiej obejmował w latach 2001–2011 obszar miasta na prawach powiatu Koszalina oraz powiatów białogardzkiego, choszczeńskiego, drawskiego, kołobrzeskiego, koszalińskiego, sławieńskiego, szczecineckiego, świdwińskiego i wałeckiego (województwo zachodniopomorskie). Wybierano w nim 2 senatorów na zasadzie większości względnej.
Powstał w 2001, jego obszar należał wcześniej do okręgów obejmujących województwo koszalińskie oraz części województw gorzowskiego, pilskiego i słupskiego. Zniesiony został w 2011, na jego obszarze utworzono nowe okręgi nr 99 i 100.
Siedzibą okręgowej komisji wyborczej był Koszalin.

## Reprezentanci okręgu
| Rok  | Senator komitet wyborczy                  | Senator komitet wyborczy                                        | Senator komitet wyborczy                  | Senator komitet wyborczy                                     |
| ---- | ----------------------------------------- | --------------------------------------------------------------- | ----------------------------------------- | ------------------------------------------------------------ |
| 2001 |                                           | Witold Gładkowski KKW Sojusz Lewicy Demokratycznej – Unia Pracy |                                           | Grzegorz Niski KKW Sojusz Lewicy Demokratycznej – Unia Pracy |
| 2005 |                                           | Paweł Michalak Prawo i Sprawiedliwość                           |                                           | Piotr Zientarski Platforma Obywatelska RP                    |
| 2007 |                                           | Grażyna Sztark Platforma Obywatelska RP                         |                                           | Piotr Zientarski Platforma Obywatelska RP                    |
| 2011 | okręg zniesiony, patrz okręgi nr 99 i 100 | okręg zniesiony, patrz okręgi nr 99 i 100                       | okręg zniesiony, patrz okręgi nr 99 i 100 | okręg zniesiony, patrz okręgi nr 99 i 100                    |

## Wyniki wyborów
Symbolem „●” oznaczono senatorów ubiegających się o reelekcję.

### Wybory parlamentarne 2001
| Kandydat                                              | Kandydat             | Komitet wyborczy                              | Głosów |
| ----------------------------------------------------- | -------------------- | --------------------------------------------- | ------ |
|                                                       | Witold Gładkowski    | KKW Sojusz Lewicy Demokratycznej – Unia Pracy | 91 357 |
|                                                       | Grzegorz Niski       | KKW Sojusz Lewicy Demokratycznej – Unia Pracy | 64 383 |
|                                                       | Andrzej Dolniak      | Samoobrona Rzeczpospolitej Polskiej           | 58 240 |
|                                                       | Grażyna Sztark       | KWW Blok Senat 2001                           | 40 898 |
|                                                       | Stanisław Socha      | KWW Blok Senat 2001                           | 37 074 |
|                                                       | Bolesław Kilian      | Polskie Stronnictwo Ludowe                    | 30 445 |
|                                                       | Eugeniusz Jakubaszek | Polska Partia Socjalistyczna                  | 14 649 |
| Frekwencja: 43,75% Źródło: Państwowa Komisja Wyborcza |                      |                                               |        |

### Wybory parlamentarne 2005
| Kandydat                                              | Kandydat             | Komitet wyborczy                     | Głosów |
| ----------------------------------------------------- | -------------------- | ------------------------------------ | ------ |
|                                                       | Paweł Michalak       | Prawo i Sprawiedliwość               | 48 580 |
|                                                       | Piotr Zientarski     | Platforma Obywatelska RP             | 44 492 |
|                                                       | Andrzej Adamczewski  | Samoobrona Rzeczpospolitej Polskiej  | 33 508 |
|                                                       | Witold Gładkowski●   | Sojusz Lewicy Demokratycznej         | 30 776 |
|                                                       | Małgorzata Rohde     | KWW Małgorzaty Marii Rohde           | 25 835 |
|                                                       | Wincenty Jędruszczak | Samoobrona Rzeczpospolitej Polskiej  | 24 718 |
|                                                       | Grzegorz Niski●      | Socjaldemokracja Polska              | 22 334 |
|                                                       | Franciszka Pniewska  | Liga Polskich Rodzin                 | 19 536 |
|                                                       | Krzysztof Modliński  | Polskie Stronnictwo Ludowe           | 14 807 |
|                                                       | Wojciech Kulesza     | KWW „Jednomandatowe Okręgi Wyborcze” | 9743   |
|                                                       | Stefan Romecki       | KWW „Jednomandatowe Okręgi Wyborcze” | 8949   |
|                                                       | Krzysztof Łuniewski  | Polska Partia Narodowa               | 2785   |
| Frekwencja: 35,56% Źródło: Państwowa Komisja Wyborcza |                      |                                      |        |

### Wybory parlamentarne 2007
| Kandydat                                              | Kandydat           | Komitet wyborczy                      | Głosów |
| ----------------------------------------------------- | ------------------ | ------------------------------------- | ------ |
|                                                       | Grażyna Sztark     | Platforma Obywatelska RP              | 92 881 |
|                                                       | Piotr Zientarski●  | Platforma Obywatelska RP              | 91 083 |
|                                                       | Tomasz Kruk        | KKW Lewica i Demokraci SLD+SDPL+PD+UP | 55 924 |
|                                                       | Ewa Giza           | Prawo i Sprawiedliwość                | 49 163 |
|                                                       | Paweł Michalak●    | Prawo i Sprawiedliwość                | 45 822 |
|                                                       | Stanisław Diduch   | Polskie Stronnictwo Ludowe            | 30 591 |
|                                                       | Andrzej Matyjaszek | Polskie Stronnictwo Ludowe            | 25 776 |
|                                                       | Artur Dąbkowski    | Samoobrona Rzeczpospolitej Polskiej   | 15 319 |
| Frekwencja: 49,15% Źródło: Państwowa Komisja Wyborcza |                    |                                       |        |